# زمین‌لرزه‌های ۲۰۱۹ ریج‌کرست
زمین‌لرزه‌های ۲۰۱۹ ریج‌کرست (انگلیسی: 2019 Ridgecrest earthquake) در روزهای ۴ ژوئیه در نزدیکی دره سرلس و پارک ملی دث ولی در شهرستان کرن ایالت کالیفرنیا  و ۵ ژوئیه در فاصله ۱۱ مایلی از ریج‌کرست با بزرگای گشتاوری ۶٫۹ یا 7.1 در ساعت ۱۶:۴۳ به وقت منطقه زمانی اقیانوس آرام (PDT) ایالت کالیفرنیا را لرزاند. زمین‌لرزه ۴ ژوئیه با بزرگای گشتاوری ۶٫۴ در ساعت ۱۰:۳۳ صبح به وقت منطقه زمانی اقیانوس آرام (PDT) در خارج از حومه شهرستان سن برناردینو رخ داد. زمین‌لرزه اصلی همراه با چندین پیش‌لرزه و ده‌ها پس‌لرزه بود.خسارات نسبتاً جزئی به وجود آمد اما برخی از ساختمان‌ها در ریج‌کرست، کالیفرنیا طعمه حریق شدند. تأثیرات این زمین‌لرزه، سراسر کالیفرنیا جنوبی، قسمتهای آریزونا و نوادا، و تا جنوب باخا کالیفرنیا و مکزیک را دربرگرفت. حدود ۲۰ میلیون نفر زمین‌لرزه را احساس کردند. این زمین لرزه بیش از هزار و چهارصد پس لرزه داشته‌است.
شبکه خبری سی‌ان‌ان آمریکا ۵ ژوئیه زمین‌لرزه قوی‌ترین زمین‌لرزه در جنوب کالیفرنیا از سال ۱۹۹۹ تاکنون بوده‌است.